# Berliet KL1
Der Berliet KL1 war ein nur als Chassis erhältliches PKW-Modell des Kraftfahrzeugherstellers Berliet in Lyon aus dem Jahre 1909, welches aufgrund seiner effektiven Leistung auch als Berliet 15 CV bezeichnet wurde.

## Geschichte und Technik
Das Fahrzeug erhielt seine allgemeine Betriebserlaubnis  durch den örtlich und sachlich zuständigen Inspecteur des Mines am 21. Januar 1909. Wie lange das Fahrzeug gebaut wurde, ist aus den Akten nicht ersichtlich.  Überliefert ist das Chassisnummernband 457–461.  Falls dieses Nummernband keine Lücken aufweisen sollte und weitere Nummernbänder nicht existierten, wären daher nur 5 Berliet KL1 gebaut worden.
Der Vierzylindermotor (Bohrung 80 mm, Hub 120 mm, Hubraum 2413 cm³) leistete 15 PS bei 1000/min.
Das Getriebe hatte drei Vorwärtsgänge und einen Rückwärtsgang. Der Antrieb erfolgte über Ketten auf die Hinterachse.